# カルル・ブルックナー
カルル・ブルックナー（Karl Bruckner, 1906年1月9日 - 1986年10月25日）は、オーストリアの児童文学作家。カール・ブルックナーの表記もある。
1906年、ウィーン郊外に生まれる。1961年に被爆者である佐々木禎子について書いたSadako will leben（『小説 サダコは生きる - ある原爆少女の物語』『サダコ』）は22の言語に翻訳され、122以上の国々で出版されている。

## 作品
- 『ロボット・スパイ戦争』（塩谷太郎訳、あかね書房、少年少女世界SF文学全集13） 1972年
- 『ジーノのあした』（山口四郎訳、福武文庫） 1990年
- 『メキシコの嵐』（北条元訳、岩波少年文庫） 1958年
- 『小説 サダコは生きる - ある原爆少女の物語』(片岡啓治訳、学研新書） 1964年、のち改題『サダコ』（よも出版） 2000年
- 『黄金のファラオ』（北条元一訳、岩波の愛蔵版）1973年